# Esteban Jordan
Esteban „Steve“ Jordan (* 23. Februar 1939 in Elsa, Texas; † 13. August 2010 in San Antonio) war ein US-amerikanischer Blues-, Tejano- und Latin-Jazz-Akkordeonist. Bekannt wurde er durch Dutzende Alben, durch Fernsehauftritte und David Byrnes Dokumentarfilm True Stories als „Jimi Hendrix des Akkordeons“ und „Chicano-Musik Superstar“. Nicht nur im Conjunto genannten Musikstil war er stilprägend und ein Wegbereiter der Weiterentwicklung des Akkordeons.

## Leben
Jordan entstammte als jüngster Sohn einer 17-köpfigen Landarbeiterfamilie aus Mexiko. Schulbildung bekam er nahezu keine. Er begann das Gitarrenspiel im Alter von sieben Jahren und das Akkordeonspiel mit zehn. Als 20-Jähriger behauptete er, rund 20 Instrumente zu beherrschen. Während der 1960er tourte er mit einer Band, der auch einige seiner Brüder angehörten, durch die spanischsprachigen Clubs der Westküstenbundesstaaten. Als Mitglied der Tourband des Latin-Jazz-Perkussionisten Willie Bobo in den Jahren 1969/70 wurde er auch in den Bundesstaaten der Ostküste bekannt.
In seiner fast 50-jährigen Musikerlaufbahn von den 1960er Jahren bis 2010 nahm er über hundert Singles und Dutzende Alben auf, die überwiegend von südtexanischen Plattenfirmen auf Labels wie Falcon, Freddie und Hacienda veröffentlicht wurden. 1976 hatte er mit La Camelia einen regionalen Hit. Weitere Single-Erfolge waren El Corrido de Johnny el Pachuco und La Polka Loca (The Crazy Polka). Im Jahr 1985 erhielt er einen Plattenvertrag beim Major Label RCA Records. Sein Album Turn Me Loose aus 1986 wurde für den Grammy nominiert. Roland Garcia von Hacienda Records traute ihm zu, einen Millionenseller auf dem Mainstreampopmarkt zu landen. Auch der Fernsehmoderator Johnny Canales hielt ihn für einen der Hispanics, die es schaffen könnten im Mainstreampop.
Dem entgegen stand die Unberechenbarkeit seiner Zeiteinteilung („famously mercurial“), die ihn öfter Auszeiten von einem Monat etwa zum Angelsport nehmen ließ. Wer ihn für ein Clubkonzert buchen wollte, musste ihn manchmal erst mit detektivischem Spürsinn auffinden. Wenn er dann aber auf der Bühne stand, etwa für die „Channel-4-TV“-Reihe oder Hank Wangford's „A to Z of C&W“, beeindruckte er. Das Jazzmagazin Downbeat beschrieb ihn etwa als "one of America's unique musical experiences". Durch David Byrnes Film True Stories wurde er weltweit bekannt als ein unverwechselbarer Americanamusiker aus Texas. Sein Auftritt im „Club Islas“ in Austin beim Fernsehbandwettkampf gegen die nordtexanische „Brave Combo“ war ein Höhepunkt der Reihe.
Als besonders vielseitiger Musiker konnte Jordan in zahlreichen Stilrichtungen zwischen Rock, Pop, Country und dem Zydeco aus Louisiana spielen. Seine musikalische Entwicklung ging von den traditionellen Polkas und Corridos der frühen Jahre weiter zum Latin Jazz und darüber hinaus zu einer hoch experimentierfreudigen, improvisatorischen Spielweise. Mit elektronischen Hilfsmitteln schuf er eine Art „Chicano-Psychedelik“-Sound, der ihm den respektvollen Beinamen „Jimi Hendrix des Akkordeons“ verschaffte. Von dem New-York-Times-Jazzkritiker Ben Ratliff wurde er 1992 als der "invisible genius of Texas accordion music" bezeichnet.
Seine wegen eines medizinischen Kunstfehlers bei seiner Geburt notwendig gewordene schwarze „Piraten“-Augenklappe über dem blinden rechten Auge war sein äußerliches Kennzeichen. Das trug ihm den Spitznamen „El Parche“ (Die Augenklappe) ein. Ein Messerstecherangriff 1973 auf einem Parkplatz kostete ihn erneut beinah das Leben. Danach änderte er weitgehend sein zuvor sehr trinkfestes und partyfreudiges Privatleben. Seine beiden Ehen endeten dennoch jeweils mit Scheidung. Als er am Freitag, dem 13. August, in seiner Wohnung im Stadtteil Westside von San Antonio an Komplikationen einer Leber-Krebserkrankung verstarb, hinterließ er zwei Söhne und drei Töchter.

## Sonstiges
Eines seiner stolzesten Momente war die Reise zu den deutschen Hohner-Akkordeonwerken, die ihn 1988 einluden, als er einen Auftritt beim JazzFest Berlin hatte, sich ein Instrument nach eigenen Wünschen bauen zu lassen und persönlich abzuholen. Die Knöpfe waren gemäß seinen Vorgaben besonders flach ausgelegt. Das erlaubte ein noch schnelleres Spiel. Er gab den Produktionsarbeitern eine kurze Ehrenvorstellung, die zeigte, wozu die von ihnen zusammengebauten Instrumente taugten. "I showed 'em what they were making", schilderte er 2001 sein Erlebnis gegenüber Michael Corcoran.
Die Hohnerwerke boten ein nach Jordans Spezifikationen gebautes „Steve Jordan Tex-Mex Rockordion“ in limitierter Auflage in ihrem Sortiment an.

## Diskografie
- 1971: Las Coronelas
- 1971: Steve Jordan
- 1975: La Camelia
- 1977: That’s My Boy!
- 1977: Que Te Parece
- 1979: Soy De Tejas
- 1979: Ahorita
- 1980: Con Una Sonrisa
- 1983: El Bro
- 1985: My Toot Toot
- 1986: Turn Me Loose
- 1990: El Temblor de San Francisco
- 2010: Carta Espiritual